# Мангул, Анатолий Ильич
Мангул Анатолий Ильич (род. 24 августа 1952, с. Крутояровка, Белгород-Днестровский район, Одесская область) — глава Мелитопольского горисполкома (1991—1997) и городской голова города Мелитополя (1997—1998), депутат Верховном Рады Украины третьего созыва (1998—2002), первый заместитель министра промышленной политики по связям с парламентом (2003—2005), заместитель главы Фонда госимущества Украины (с августа 2010).

## Биография
В 1969 году Анатолий Мангул окончил среднюю школу в селе Старая Царичанка Белгород-Днестровского района и сразу начал трудовую деятельность. В 1971 году он переехал в Мелитополь и поступил на завод «Автоцветлит», где работал футировщиком, термистом, заливщиком, плавильщиком.
В 1973—1975 годах проходил срочную армейскую службу. Служил в Забайкальском военном округе, командиром разведывательного отделения одной из воинских частей. В конце службы А. Мангул имел звание старшины, но занимал майорскую должность инструктора политотдела дивизии.
После демобилизации в течение года работал учебным мастером в Мелитопольском автомоторном техникуме. Потом работал секретарём комитета комсомола техникума (до 1981 года), руководителем начальной военной подготовки (до 1984 года), заместителем директора техникума (до 1987 года), а в апреле 1987 года на собрании учащихся и преподавателей техникума А. Мангул был избран директором. Под его руководством в техникуме был создан хорошо оснащённый компьютерный центр, оборудованы литейные мастерские.
В апреле 1990 года Мелитопольский горсовет избрал А. Мангула своим председателем, а в феврале 1991 года — председателем исполкома горсовета.
В 1994 году состоялись первые альтернативные выборы председателя Мелитопольского горисполкома. Победив своего оппонента из Народного Руха, Анатолий Мангул был ещё раз переизбран на эту должность. В мае 1997 года он занял только что учреждённую должность городского головы Мелитополя.
С мая 1998 по апрель 2002 года А. Мангул был народным депутатом Украины от 81-го одномандатного избирательного округа.
В марте 2003 года Мангул был назначен первым заместителем министра промышленной политики, и занимал эту должность до 2005 года.
В 2006 году Анатолий Мангул снова баллотировался в городские головы Мелитополя и набрал 24,15 % голосов, лишь немного проиграв Дмитрию Сычёву, набравшему 26,2 %.
В августе 2010 года был назначен заместителем главы Фонда госимущества Украины.